# 末佐美村
末佐美村（すえさびむら）は石川県能美郡にあった村。現在の小松市の西端、日本海沿岸にあたる。

## 地理
- 海洋 ： 日本海
- 湖沼 ： 今江潟、柴山潟

## 歴史
- 1889年（明治22年）4月1日 - 町村制の施行により、松崎村、日末村、佐美村及び浜佐美村の区域をもって、末佐美村が発足する。
- 1907年（明治40年）8月5日 - 串村、末佐美村及び今江村が合併して、御幸村が発足する。

## 交通

### 道路
現在は旧村域に北陸自動車道の安宅パーキングエリアが所在するが、当時は未開通。